# 北沢清
北沢 清（きたざわ きよし、1903年〈明治36年〉9月17日 - 1980年〈昭和55年〉3月15日）は、日本オリンピック委員会 (JOC) 名誉委員、日本体育協会会賓、新聞記者。現在の東京都中央区出身。

## 経歴
東京農業大学在学中は陸上部に所属し、1928年の日本学生陸上競技連合立ち上げに参加する。1929年に大学を卒業すると大阪毎日新聞社へ入社し運動部員として社が主催していた自転車ロードレースの運営に関わるようになり東京日日新聞へ移動すると日本自転車連盟の立ち上げにも参加し創設者の一人となる。その後1941年には当時の文部省体育局運動課長に就任し、第二次世界大戦後には全国中等学校野球大会再開に尽力するが、直後に公職追放となる。
追放解除後は、日本自転車連盟から改組された日本自転車競技連盟 (JKR) の理事長に就任し、以降しばらくは自転車競技の日本代表監督して選手を指揮することになる。1951年には第1回アジア競技大会自転車競技の日本代表監督として参加選手全員の金メダル獲得に貢献し、日本自転車競技史上初出場となった1952年のヘルシンキオリンピックと1956年のメルボルンオリンピックでも自転車競技の日本代表監督を務めた。また新聞記者時代の元上司で日本自転車競技連盟の会長に就任していたIOC委員の高石真五郎と共に、自身も自転車競技からのJOC委員としてオリンピックに関わるようになる。
北沢は日本ユニバーシアード委員会の委員長にも就任し、初代委員長として第1回から第3回のユニバーシアード夏季大会の日本選手団団長を務め、第5回の東京開催では組織委員会事務局長を務めた。そして学生時代に発足に関わった日本学生陸上競技連合の副会長だけでなく、特殊法人国立競技場（当時の運営組織）および日本陸上競技連盟の常任理事も務め、日本陸上界の重鎮でもあった。
この他にも『泉大助』のペンネームでスポーツ評論活動も行っていたが、1980年3月15日に76歳で死去。

## 関連書籍
- 『北澤清追想録』北澤清追想録刊行会、1982年3月。 NCID BA6564416X。全国書誌番号:98074236。